# Roger Garand
Pour les articles homonymes, voir Garand (homonymie).
Roger Garand est un acteur, scénariste et monteur né à Montréal le 30 octobre 1922 et mort le 9 août 1987.

## Biographie
Après des études en médecine (comme son père), Roger Garand rejoint l'équipe théâtrale du Père Émile Legault (Compagnons Saint-Laurent) et devient rapidement une vedette reconnue de la radio dans les Carabins et Voici Roger Garand.
Il sait s'adapter à l'apparition de la télévision, alors qu'il est très populaire à la radio. Roger Garand entreprend d'abord d'écrire pour la télévision des émissions pour enfants puis des émissions pour adultes. De 1955 à 1957 il part avec sa famille à Paris. De retour à Montréal, il écrit et joue pour la télévision durant plus d'une décennie avant de prendre la direction de la production des spectacles internationaux de l'Expo 67. À la suite de ce grand événement international, il rejoint la communauté théâtrale. Il y œuvre intensément pendant près de 20 ans en interprétant de nombreuses pièces tout en continuant d'écrire pour la télévision et d'y jouer. Il est scénariste de plusieurs Bye Bye à la fin des années 1960 et au début des années 1970.
Dans les années 1980, il entreprend une carrière en anglais dans la comédie hebdomadaire Snow Job au réseau canadien-anglais CTV puis on lui confie le rôle de Zidor Leclerc dans le feuilleton télévisé très populaire Le Temps d'une paix. Alors que sa carrière lui sourit, Roger Garand décède le 9 août 1987 d'une courte maladie à l'âge de 64 ans, deux mois avant son 65e anniversaire.

## Filmographie

### Comme acteur
- 1952 : La Petite Aurore, l'enfant martyre : Arthur (non crédité)
- 1954 : Toi et moi (série télévisée)
- 1955 : Beau temps, mauvais temps (série télévisée)
- 1957 - 1961 : La Pension Velder (série télévisée) : Léopold Julien
- 1958 : Pépé le cowboy (série télévisée)
- 1963 : De 9 à 5 (série télévisée) : Antoine
- 1964 : Monsieur Lecoq (série télévisée) : Marquis de Courtaumieu
- 1968 : Le Paradis terrestre (série télévisée) : Un sergent
- 1969 : Quelle famille! (série télévisée) : M. Rompré
- 1970 : En pièces détachées (téléthéâtre) (téléthéâtre basé sur la pièce de Michel Tremblay) : Gérard
- 1971 : Le Savoir-faire s'impose: 2e partie
- 1971 : Mon oncle Antoine : Euclide
- 1972 : Le Fils du ciel (série télévisée)
- 1973 : Y'a toujours moyen de moyenner!
- 1974 : La P'tite Semaine (série télévisée) : Gustave Fournier
- 1974 : Les Ordres : M. Martineau
- 1974 : La Petite Patrie (série télévisée) : Dr Dussault
- 1975 : Avec le temps (série télévisée)
- 1975 : Rosa (série télévisée) : Ernest Métatarse
- 1975 : Pour le meilleur et pour le pire : M. Primeau
- 1976 : Bien dans sa peau (série télévisée)
- 1976 : Grand-Papa (série télévisée) : Un chambreur
- 1976 : Parlez-nous d'amour : Le réalisateur
- 1977 : Dominique (série télévisée) : Hector Vanier
- 1977 : Le Pont (série télévisée) : Gérant du magasin
- 1977 : Les As (série télévisée) : Lionel Maillet
- 1977 : T'es un homme, mon bonhomme (télé-théâtre)
- 1978 : Duplessis (feuilleton TV) : Cardinal Jean-Marie-Rodrigue Villeneuve
- 1978 : Race de monde (série télévisée) : Bertrand Tremblay
- 1980 : Le Temps d'une paix (série télévisée) : Isidore « Zidore » Leclerc
- 1980 : Boogie-woogie 47 (série télévisée) : Sylvio Kouriane
- 1980 : Cordélia : Maire Langlois
- 1983 : Snow Job (en) (série télévisée) : Jean Paul La Fond
- 1983 : Empire Inc. (série télévisée) : Ministre
- 1985 : The Blue Man (TV) : Emile
- 1985 : L'agent fait le bonheur (série télévisée) : Edmond Guindon

### Comme scénariste
- 1950 : Les Lumières de ma ville
- 1975 : Rosa (série télévisée)

### Comme monteur
- 1953 : Tit-Coq